# دنیز حاکیمز

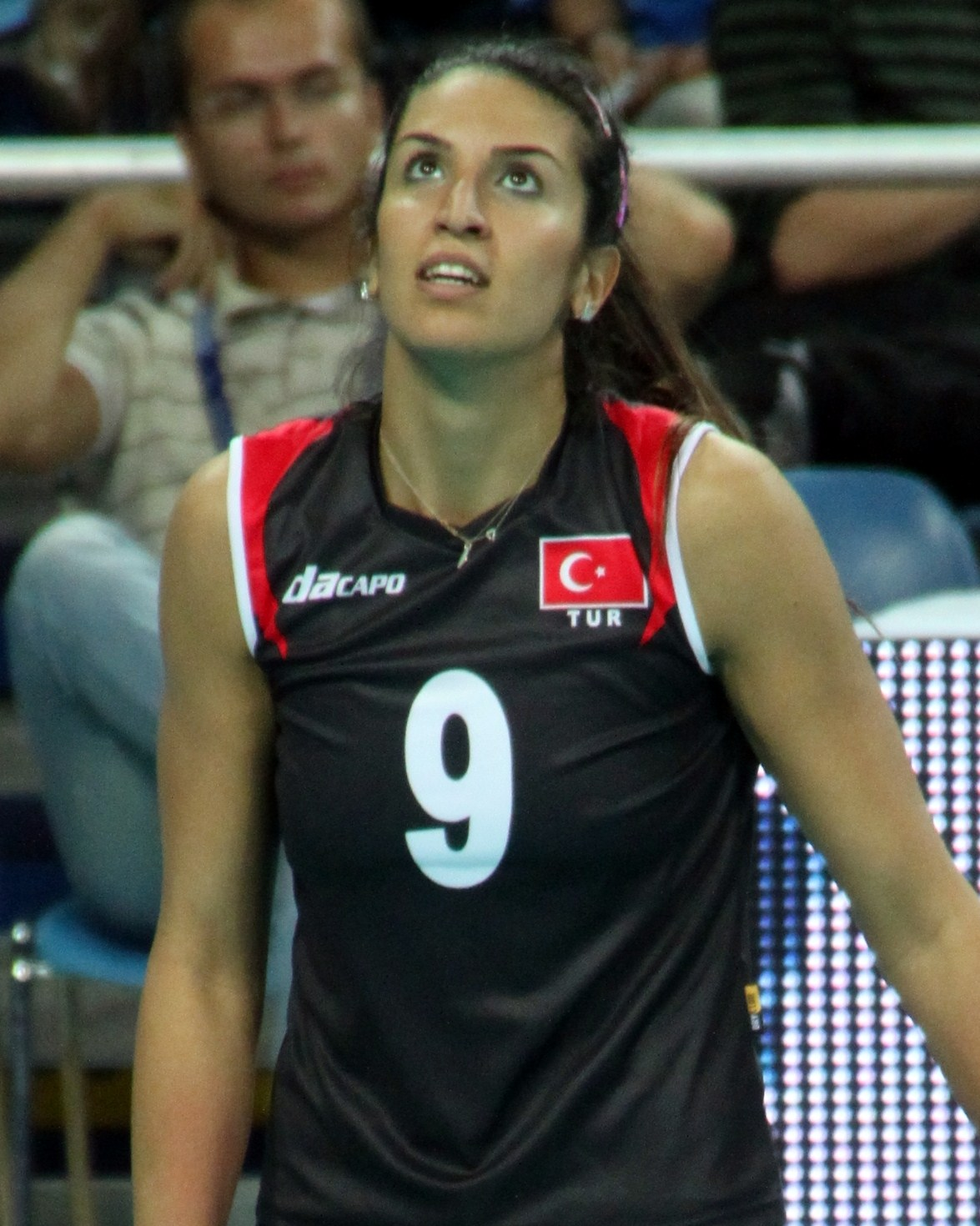
دنیز حاکیمز

دنیز حاکیمز (به انگلیسی: Deniz Hakyemez) (زاده ۴ فوریه ۱۹۸۳ در استانبول) بازیکن تیم ملی والیبال زنان ترکیه است.